# ميلي بلاكيريف

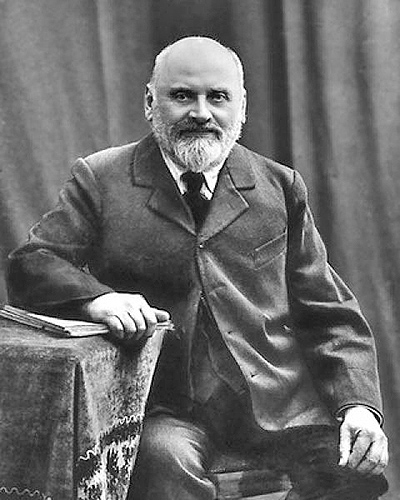
لوحة زيتية تصور بلاكيريف

ميلي أليكسيفتش بلاكيريف (بالروسية Милий Алексеевич Балакирев)
(ولد 2 يناير 1837 – توفي 21 ديسمبر 1910)
مؤلف موسيقي روسي وعازف بيانو ومدرس صار قائد مجموعة المؤلفين التي عرفت باسم الخمسة الكبار.
مثل الأعضاء الآخرين في هذه المجموعة، كان بلاكيريف مهتما بابتكار موسيقى روسية قومية بحق. أعماله تعكس أثر الموسيقى الشعبية الروسية، وايضا موسيقى المؤلفين الرومانسيين لغربي أوروبا، خاصة ليست. كتب بلاكيريف سيمفونيتين وقصيدتين سيمفونيتين وعدة أغاني. أشهر أعماله «إسلامي»، وهي فانتازي صعبة جدا للبيانو. أيضا عمل مشهور له هو توزيع أغنية جلينكا «القبرة» للبيانو.
تلقى بلاكيريف دروسا في البيانو في طفولته وبدأ التأليف الموسيقي في مراهقته. علم نفسه التأليف كليا رغم تأثره الشديد ببيتهوفن وبرليوز وشومان وليست وجلينكا، أصبح الشخصية البارزة في مجموعة مؤلفي سانت بطرسبرغ المعروفة باسم جماعة الخمسة أو الخمسة الكبار، حيث شجع الأعضاء الآخرين وهو بورودين وريمسكي كورساكوف ومسورجسكي وسيزار كوي. بما أنه المؤلف الوحيد الذي ألف بدوام كامل، تمتع بمكانة كبيرة بسبب كم الأعمال على حساب القيمة الحقيقية لأعماله. مع ذلك نصائحه وتشجيعه كان هام لتطور أسلوب الموسيقى القومية الروسية في أواخر القرن التاسع عشر وليس فقط بين مؤلفي سانت بطرسبرغ. تشايكوفسكي تلقى اقتراحات مفصلة بعضها ساعده تماما، من بلاكيريف عند تأليفه الافتتاحية الفانتزي «روميو وجولييت». أفضل مقطوعات بلاكيريف التي تشمل السيمفونية الأولى وفانتازي البيانو «إسلامي» تمزج بين الهامروني الغربي المتقدم التلوين الروسي بطرق مثيرة ومؤثرة، تراكيبها غير المألوفة واللحنية والإيقاعية والرسمية غالبا اشتقت من الالحان الشعبية تشهد على تجدد فكر بلاكيريف.

## وصلات خارجية
- ميلي بلاكيريف على موقع IMDb (الإنجليزية)
- ميلي بلاكيريف على موقع الموسوعة البريطانية (الإنجليزية)
- ميلي بلاكيريف على موقع ميوزك برينز (الإنجليزية)
- ميلي بلاكيريف على موقع إن إن دي بي (الإنجليزية)
- ميلي بلاكيريف على موقع أول ميوزيك (الإنجليزية)
- ميلي بلاكيريف على موقع ديسكوغز (الإنجليزية)

1. 1 2 3 4  Э. (1901). "Балакирев". Музыкальный словарь Римана, 1901–1904 (بالروسية). 1: 70–71. QID:Q27771640.
2. ↑  Anonymous (1911). "Balakirev, Mili Alexeivich". Encyclopædia Britannica 11th edition (بالإنجليزية). 3: 234. QID:Q20646275.
3. ↑  аноним (1891). "Балакирев, Милий Алексеевич". Энциклопедический словарь Брокгауза и Ефрона. Том IIа, 1891 (بالروسية). IIa: 782–783. QID:Q20646369.
4. ↑  MusicBrainz (بالإنجليزية), MetaBrainz Foundation, QID:Q14005
5. ↑  The Facts on File Dictionary of Music, Christine Ammer 2004
6. ↑  NPR Encylopedia of Classical Music